# 豊台科技園駅
豊台科技園駅（ほうだいかぎえんえき）とは中華人民共和国北京市豊台区に位置する北京地下鉄9号線の駅である。

## 駅構造
島式ホーム1面2線を有する地下駅。

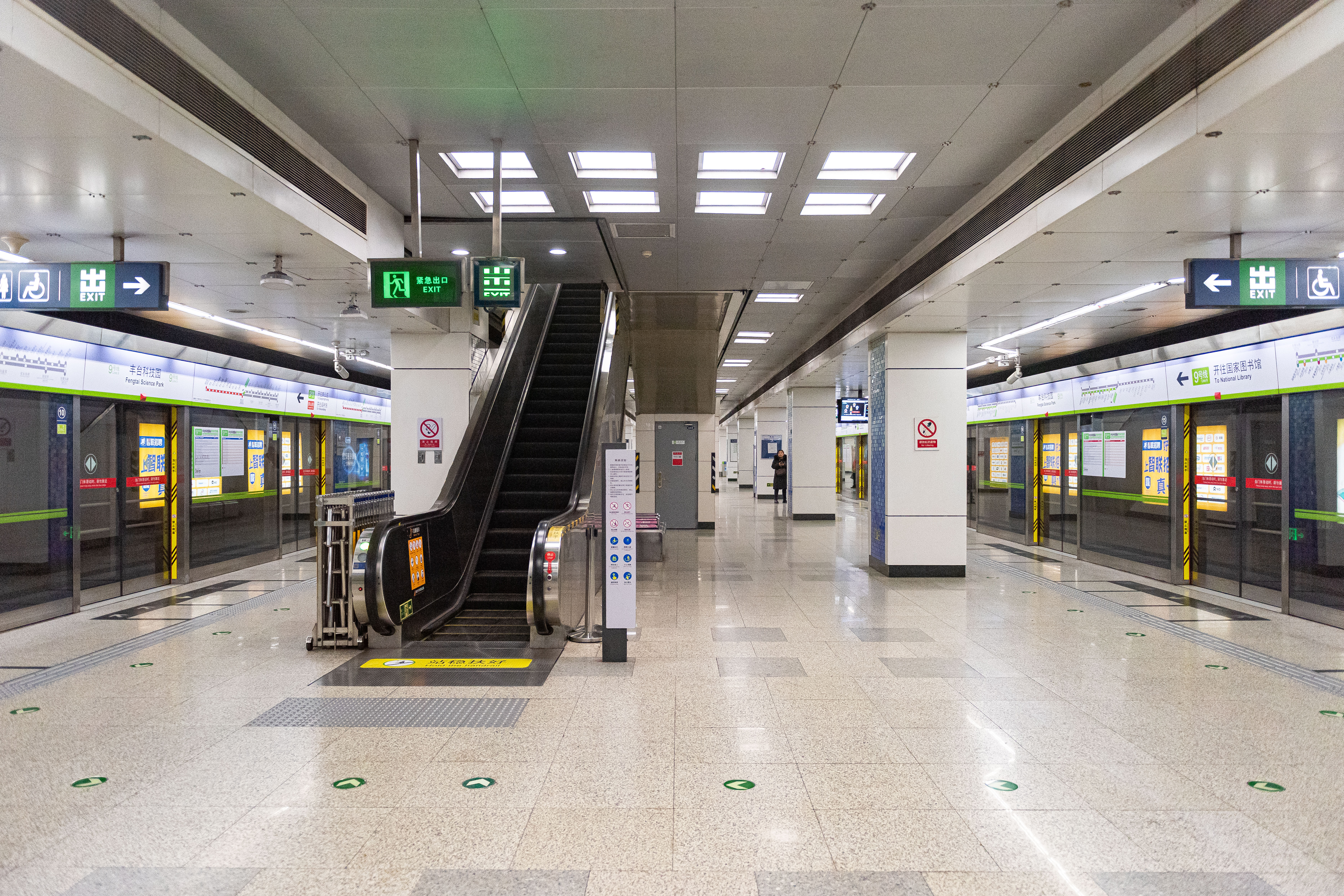
ホーム

柱にはモザイク紋様があり、天井には枕木の様に橙帯がある。

## 駅周辺
- 豊台科技園
- 北京汽車博物館（中国語版、英語版）

## 歴史
- 2011年12月31日 - 開業。

## 隣の駅
北京地下鉄
■9号線
科怡路駅 - 豊台科技園駅 - 郭公荘駅